# Collegio uninominale Piemonte - 01 (2020)
Il collegio elettorale uninominale Piemonte - 01 è un collegio elettorale uninominale della Repubblica Italiana per l'elezione del Senato della Repubblica.

## Territorio
Come previsto dalla legge n. 51 del 27 maggio 2019, il collegio è stato definito tramite decreto legislativo all'interno della circoscrizione Piemonte.
È formato dal territorio del comune di Torino.
Il collegio è parte del collegio plurinominale Piemonte - 01.

## Eletti
| Elezione | Elezione | Deputato       | Partito             |
| -------- | -------- | -------------- | ------------------- |
|          | 2022     | Andrea Giorgis | Partito Democratico |

## Dati elettorali

### XIX legislatura
Come previsto dalla legge elettorale, 74 senatori sono eletti con sistema a maggioranza relativa in altrettanti collegi uninominali a turno unico.
| Candidati                                 | Candidati                | Voti    | %     | Liste                                 | Voti    | %     |
| ----------------------------------------- | ------------------------ | ------- | ----- | ------------------------------------- | ------- | ----- |
|                                           | Andrea Giorgis ✔️ Eletto | 150 403 | 37,97 | Partito Democratico-IDP               | 101 679 | 25,67 |
| Alleanza Verdi e Sinistra                 | Andrea Giorgis ✔️ Eletto | 150 403 | 37,97 | 23 578                                | 5,95    |       |
| +Europa                                   | Andrea Giorgis ✔️ Eletto | 150 403 | 37,97 | 23 315                                | 5,89    |       |
| Impegno Civico - Centro Democratico       | Andrea Giorgis ✔️ Eletto | 150 403 | 37,97 | 1 831                                 | 0,46    |       |
|                                           | Marzia Casolati          | 132 619 | 33,48 | Fratelli d'Italia                     | 80 935  | 20,43 |
| Lega per Salvini Premier                  | Marzia Casolati          | 132 619 | 33,48 | 27 411                                | 6,92    |       |
| Forza Italia                              | Marzia Casolati          | 132 619 | 33,48 | 22 146                                | 5,59    |       |
| Noi moderati/Lupi - Toti - Brugnaro - UDC | Marzia Casolati          | 132 619 | 33,48 | 2 127                                 | 0,54    |       |
|                                           | Alberto Unia             | 46 889  | 11,84 | Movimento 5 Stelle                    | 46 889  | 11,84 |
|                                           | Cristina Peddis          | 41 627  | 10,51 | Azione - Italia Viva - Calenda        | 41 627  | 10,51 |
|                                           | Silvia Martini           | 7 694   | 1,94  | Italexit                              | 7 694   | 1,94  |
|                                           | Adriano Scanga           | 6 790   | 1,71  | Unione Popolare                       | 6 790   | 1,71  |
|                                           | Diego Novo               | 5 690   | 1,44  | Italia Sovrana e Popolare             | 5 690   | 1,44  |
|                                           | Maria Luisa Toma         | 3 232   | 0,82  | Vita                                  | 3 232   | 0,82  |
|                                           | Stefano Grasso           | 865     | 0,22  | Alternativa per l'Italia (PdF - Exit) | 865     | 0,22  |
|                                           | Paola Spinosa            | 327     | 0,08  | Noi di Centro – Europeisti            | 327     | 0,08  |
| Totale                                    | Totale                   | 396 136 | 100   |                                       | 396 136 | 100   |
|                                           |                          |         |       |                                       |         |       |
| Voti non validi                           | Voti non validi          | 13 218  | 3,23  |                                       |         |       |
| Votanti                                   | Votanti                  | 409 354 | 64,58 |                                       |         |       |
| Elettori                                  | Elettori                 | 633 911 |       |                                       |         |       |